# Gillichthys
Gillichthys es un género de peces de la familia Gobiidae y de la orden de los Perciformes. Es indígena de las costas de Baja California y el sur de California. El nombre va a ser así bautizado en honor del ictiólogo estadounidense Theodore Nicholas Gill.

## Especies
- Gillichthys mirabilis Cooper, 1864
- Gillichthys seta (Ginsburg, 1938)

- Datos: Q842659
- Multimedia: Gillichthys / Q842659
- Especies: Gillichthys